# Конституция Финляндии
Конститу́ция Финля́ндии (фин. Suomen perustuslaki швед. Finlands grundlag) — основной закон Финляндии, принятый 11 июня 1999 года и вступивший в силу с 1 марта 2000 года.
В соответствии с изменениями конституционных актов в 2000 году страна перешла от президентской к парламентской демократии.

## История Конституции и её изменения
В Швеции, частью которой была Финляндия, понятие основного закона, конституции, сформировалось в 1600-х. До этого, различные положения, рассматривающие защиту личности, принадлежали королевской власти. Король, восходя на престол, клялся править по закону и соблюдать права подданных (Хабеас корпус). В качестве основного закона считали в 1700-х: закон королевского двора, распорядок работы парламента, исключительные права сословий и группу других законов. Во время эры свободы сложилось правило, что на изменение этих основных законов требуется согласие всех сословий парламента.
После совершенного королём Густавом III в 1772 государственного переворота под основным законом понимали прежде всего Закон о форме правления Швеции 1772 года, организацию парламента, особые права четырёх сословий, а также принятый в 1789 Закон о союзе и защите. Хотя Александр I на Боргосском сейме не уточнил, какие именно законы он имеет в виду, в начале 1800-х сформировался консенсус: оставить этот список пустым. Иногда в список вносят также закон Швеции от 1734 года, содержащий все важнейшие гражданские, уголовные и процессуальные положения.
Александр II созвал сейм в 1863, и в 1869 был составлен новый порядок работы Эдускунты. Положения основных законов Финляндии пытались обновить всю последнюю половину XIX века, но финско-русские разногласия препятствовали этому. Новый закон, касающийся Эдускунты, всё же вошёл в силу (подписан царём) в 1906. Сословия, избранные в Эдускунту, одобрили его положения ещё в 1905. Согласно этому закону в конце 1919 была изменена форма правления Финляндии — с монархии на республику, также дополнены права Эдускунты:
- Акт о форме правления (фин. hallitusmuoto) (принят 17 июля 1919 — изменения и дополнения вносились в 1926, 1930, 1943, 1955, 1992 и 2000);
- Акт о праве парламента контролировать законность деятельности Государственного совета и канцлера юстиции (принят в 1922 году)
- Закон о Высшем суде (принят в 1922 году)
- Парламентский Устав (принят в 1928 году)

В течение первых 50 лет финляндской независимости не существовало серьёзной необходимости в радикальном изменении конституции страны. С 1970-х годов возникли дискуссии о конституционной реформе, но, согласно предварительному отчёту созданной для изучения проблемы Конституционной комиссии, стало ясно, что на тот период всесторонняя реформа была нереальна. В связи с этим внимание законодателей переключилось на процесс постепенных реформ, большое количество которых начиная с 1980-х годов было проведено в жизнь.
В 1990 году по требованию Парламента Правительство продолжило разработку проекта конституционной реформы, результатом которой должен был бы стать баланс власти между Эдускунтой (Парламентом), Президентом и Государственным советом. Соблюдение этого баланса нужно было обеспечить за счёт сокращения полномочий главы государства и Правительства и усиления власти Парламента. В первую очередь это касалось полномочий Президента, поскольку необходимо было исключить конкуренцию и столкновения между главой государства и законодательным органом. Работа над проектом «Конституция 2000» была начата весной 1995 года рабочей группой экспертов для исследования вопросов реформирования конституционного права Финляндии.
На рабочую группу возлагалась также задача определения структуры конституционного документа, который содержал бы не более 130 статей вместо существовавших на тот период 235. После того как рабочая группа представила свой отчёт, Правительство в январе 1996 года назначило комитет, состоявший главным образом из депутатов Парламента (Конституционный комитет 2000), который и должен был подготовить окончательный проект новой Конституции.
Работа продолжалась 17 месяцев. Комитет завершил её к 17 июня 1997 года и представил, в форме предложения Правительства, проект единого конституционного акта, состоявшего из 12 глав и заключительных положений. В течение весны и осени 1998 года Конституционный комитет Парламента после подробного изучения предложения дал 21 января 1999 года своё положительное заключение. Президент Республики подписал этот акт 11 июня 1999 года, а 1 марта 2000 года новый конституционный закон Финляндии вступил в силу.

## Структура
Конституция Финляндии состоит из 131 пункта (§), разделённых на 13 глав:
Глава 1. Основы государственного строя (§§ 1—5)
Глава 2. Основные свободы и права (§§ 6—23)
Глава 3. Парламент (эдускунта) и члены парламента (§§ 24—32)
Глава 4. Деятельность Парламента (§§ 33—53)
Глава 5. Президент Республики и Государственный Совет (§§ 54—69)
Глава 6. Законодательство (§§ 70—80)
Глава 7. Государственные финансы (§§ 81—92)
Глава 8. Международные отношения (§§ 93—97)
Глава 9. Правосудие (§§ 98—105)
Глава 10. Контроль за законностью (§§ 106—126)
Глава 11. Управление и самоуправление (§§ 119—126)
Глава 12. Оборона (§§ 127—129)
Глава 13. Заключительные положения (§§ 130—131)

## Конституционные органы
Парламент
Парламент состоит из 200 депутатов, избираемых сроком на четыре года. В случае досрочного роспуска парламента по решению президента, согласованному с Государственным советом, вновь избранный парламент может действовать в течение всего четырёхлетнего периода полномочий, если только не будет также досрочно распущен.
Президент
Президент Финляндии обладает довольно широкими независимыми полномочиями в принятии решений, касающихся порядка выполнения законов. Президент обладает правом отлагательного вето, он может перенести срок введения закона. Он имеет также право роспуска парламента и назначения новых выборов. На заседании Государственного Совета президент волен принимать решение по предложению любого министра, хотя он не связан ни с мнением министра, ни с мнением Государственного Совета в целом. На практике, однако, решения президента соответствуют мнению последнего. Президент играет также решающую роль в формировании правительства. Важнейшее из прав президента — это предоставленная ему руководящая позиция в определении внешней политики страны.
Президент Финляндии избирается на основе прямого избирательного права из числа граждан-уроженцев Финляндии сроком на шесть лет, не более чем на два срока подряд.
Государственный Совет
Государственный совет (правительство Финляндии) состоит из премьер-министра и не более чем 17 министров. Министры назначаются на должность и освобождаются от обязанностей президентом республики. Решения Государственного совета принимаются на пленарных заседаниях, на которых председательствует премьер-министр.
На уровне центрального управления под руководством министерств существуют специальные административные чиновники и центральные учреждения, деятельность которых охватывает всю страну. Несмотря на то, что они всегда находятся под контролем министерств, фактически они весьма независимы. Центральные учреждения организованы коллегиально, власть в них принадлежит коллегии в составе руководящих чиновников. Всего существует 22 различных центральных учреждения, находящихся в подчинении министерств.

## Критика
С принятием нового Конституционного закона Финляндия перестала значительно отличаться от других парламентарных республик Европы, а концепция полупрезидентской формы правления ушла в анналы истории. Значительно укреплена ось Правительство — Парламент и сужены президентские полномочия при дистанцировании главы государства от каждодневных корректировок политической стратегии.
Определяющими факторами функционирования политической системы стали не политический капитал или действия Президента, а соотношения парламентских сил, партийных взаимосвязей и угасания или подъёма правящих коалиций.
Некоторые аналитики указывают на дискриминационный характер § 83 Конституции Финляндии, выделяющей Евангелическо-лютеранскую церковь в качестве главной религии с точки зрения предпочтений государства.